# Isaac Stern
Isaac Stern (Kremenec', 21 luglio 1920 – New York, 22 settembre 2001) è stato un violinista statunitense di origine ebraica.

## Biografia
Isaac Stern fu un grande violinista statunitense, oltre a svolgere un ruolo di guida per molti giovani musicisti, dedicandosi alla divulgazione e al riconoscimento delle arti a livello nazionale ed internazionale.
Nato a Kremenec', poi Polonia e ora in Ucraina, da genitori ebrei, Stern lasciò il Paese per gli Stati Uniti a dieci mesi, insieme ai suoi genitori che fuggivano dalla Guerra sovietico-polacca per stabilirsi a San Francisco.
Dopo le prime lezioni di musica, impartite dalla madre, nel 1928 si iscrisse al San Francisco Conservatory of Music, dove studiò fino al 1931, quando iniziò a studiare privatamente con Louis Persinger.
Nel 1932 tornò al Conservatorio di San Francisco per studiare con Naoum Blinder per cinque anni. Il 18 febbraio 1936, a 15 anni, debuttò suonando il Concerto n. 3 di Camille Saint-Saëns con la San Francisco Symphony Orchestra diretta da Pierre Monteux.
Al Teatro alla Scala di Milano nel 1951 esegue un recital, nel 1952 due concerti con l'Orchestra del Teatro alla Scala, nel 1955 la Serenata (dal "Convito" di Platone) di Leonard Bernstein diretto dal compositore con l'Orchestra filarmonica d'Israele, nel 1960 il Concerto di Čajkovskij, nel 1961 un concerto diretto da Kyrill Kondrashin, nel 1977 esegue il Concerto per violino e orchestra di Čajkovskij diretto da Claudio Abbado, nel 1979 un concerto con il pianista David Golub di musiche di Schubert ed il Concerto per violino e orchestra op. 64 di Mendelssohn, nel 1982 un concerto con musica di Beethoven, nel 1984 due concerti con il pianista Jean-Bernard Pommier, nel 1991 un concerto con Efim Naumovič Bronfman e nel 1995 un concerto con il Quartetto Stern (Isaac Stern, Jaime Laredo, Yo-Yo Ma ed Emanuel Ax).
Al Teatro La Fenice di Venezia nel 1952 esegue il Concerto di Brahms, nel 1954 la prima esecuzione assoluta della Serenata (dal "Convito" di Platone) di Leonard Bernstein diretto dal compositore, nel 1955 un concerto sinfonico, nel 1961 un concerto con il pianista Alexander Zakin e nel 1967 il Concerto n. 1  di Prokof'ev.
Nel 1956 suona nella prima esecuzione assoluta nella Carnegie Hall di New York del Concerto di William Schuman.
Nel 1975 suona nella prima esecuzione assoluta nella Carnegie Music Hall di Pittsburgh del Concerto di George Rochberg.
Nel 1980 partecipa al concerto "Gala of Stars" ripreso dalla TV per il Metropolitan Opera House di New York diretto da James Levine.
Al Grand Théâtre di Ginevra nel 1981 tiene un recital, nel 1984 un concerto con il pianista Jean-Bernard Pommier e nel 1987 un concerto con Efim Naumovič Bronfman.
Oltre ad essere uno dei più grandi violinisti del secolo, Stern fu la guida per diverse generazioni di musicisti. Tra le sue "scoperte" c'è il violoncellista Yo-Yo Ma, e i violinisti Itzhak Perlman e Pinchas Zukerman.
Nel 1987, Stern vinse il Grammy Award alla carriera.
Nella sua autobiografia scritta con Chaim Potok, My First 79 Years, cita Nathan Milstein e Arthur Grumiaux come quelli che più hanno influenzato il suo stile interpretativo.
Il suo matrimonio con la ballerina Nora Kaye durò dal 1948 fino al divorzio del 1949. Nel 1951 Isaac sposò Vera Lindenblit, dalla quale ebbe tre figli. Nel 1994, dopo 43 anni, divorziò per la seconda volta, per sposare, nel 1997, la terza moglie, Linda Reynolds.
Isaac Stern morì il 22 settembre 2001 per un attacco di cuore.

## L'impegno
Nel 1960 si fece parte attiva per salvare la Carnegie Hall, che doveva essere demolita per fare spazio ai grattacieli newyorkesi, contribuendo a mantenerla uno dei templi della musica mondiale. Attualmente uno degli auditorium della Carnegie è dedicato a lui.
Nel 1956, in piena guerra fredda, fece una tournée in Unione Sovietica e nel 1979 accettò un invito del governo cinese, nel viaggio che fu ricordato nel documentario "Da Mao a Mozart".
Nel 1967, durante la Guerra dei Sei Giorni, Stern suonò il concerto per violino e orchestra di Felix Mendelssohn sulla cima del monte Scopus con l’Orchestra filarmonica d'Israele diretta da Leonard Bernstein, un concerto immortalato nel documentario A Journey to Jerusalem.
Nel corso della guerra del Golfo del 1991, fu protagonista di una memorabile esecuzione di Bach a Gerusalemme: quando le sirene cominciarono a suonare per avvertire di un imminente attacco missilistico iracheno, mentre tutti nella platea temevano il peggio, Stern ignorò l'allarme e continuò il suo omaggio a Bach.

## Registrazioni
Tra le tante incisioni, Stern registrò magistralmente i concerti di Pëtr Il'ič Čajkovskij, Johannes Brahms, Johann Sebastian Bach, Beethoven, Felix Mendelssohn e Antonio Vivaldi, nonché opere moderne di Samuel Barber, Béla Bartók, Igor' Fëdorovič Stravinskij e Leonard Bernstein. Per il cinema "doppiò" anche alcuni attori/violinisti, come nel film Il violinista sul tetto.
- Bach, "Double" Concerto for Two Violins In D Minor & Violin Concertos Nos. 1 & 2 - Isaac Stern/Itzhak Perlman/English Chamber Orchestra, 1967 Sony
- Bach: Violin Concertos, BWV 1041, 1042, 1043, 1060 - Isaac Stern/Leonard Bernstein/New York Philharmonic, 1967 SONY BMG/CBS
- Bach & Telemann: Trio Sonatas - Isaac Stern/Jean-Pierre Rampal/John Steele Ritter, 1983 SONY BMG
- Bartók, Violin Concerto n. 1 - Ormandy/Stern/Philadelphia Orchestra - Miglior interpretazione solista di musica classica con orchestra (Grammy) 1962
- Bartók: Sonatas for Violin and Piano, Nos. 1 & 2 - Isaac Stern/Yefim Bronfman, 1997 SONY BMG
- Beethoven: Concerto In D Major for Violin and Orchestra, Op. 61 - Isaac Stern/Leonard Bernstein/New York Philharmonic, 1959 SONY BMG
- Beethoven, The Complete Piano Trios - Istomin/Stern/Leonard Rose, 1966/1970 SONY BMG - Grammy Award for Best Chamber Music Performance 1971
- Beethoven, Violin Sonatas - Eugene Istomin/Isaac Stern, 1985/1986 SONY BMG
- Bernstein & Dutilleux: Violin Concertos - Isaac Stern/Lorin Maazel/Orchestre national de France, 1956 SONY BMG
- Brahms: Sextet, Op. 18 & Piano Trio No. 1 - Isaac Stern/Pablo Casals, 1953 SONY BMG
- Beethoven, Schumann: Piano Quartets - Yo-Yo Ma/Isaac Stern/Emanuel Ax/Jaime Laredo, 1994 Sony
- Brahms, Piano Trios - Emanuel Ax/Isaac Stern/Yo-Yo Ma, 1967 SONY BMG
- Brahms, The Piano Quartets Op. 25 e 26 - Ax/Stern/Laredo/Yo-Yo Ma, 1988, 1990 SONY BMG - Grammy Award for Best Chamber Music Performance 1992
- Brahms, Three Sonatas for Violin and Piano - Isaac Stern/Alexander Zakin, 1963 SONY BMG
- Brahms: Concerto In D Major for Violin and Orchestra, Op. 77 - The Philadelphia Orchestra/Isaac Stern/Eugene Ormandy, 1960 SONY BMG
- Fauré, Piano Quartets Nos. 1 & 2 - Emanuel Ax/Isaac Stern/Jaime Laredo/Kathryn Stott/Yo-Yo Ma, 1992/2003 SONY BMG/CBS
- Franck, Debussy & Enescu: Violin Sonatas - Alexander Zakin/Isaac Stern, 1960/1967 SONY BMG
- Haydn, Flute Trios & Divertissements - Isaac Stern/Jean-Pierre Rampal/Mstislav Rostropovich, 1982 SONY BMG
- Hindemith/Bloch/Copland: Violin Sonatas - Isaac Stern/Aaron Copland/Alexander Zakin, 1949/1971 SONY BMG
- Hindemith/Penderecki: Violin Concertos - Isaac Stern/Leonard Bernstein/New York Philharmonic/Stanislaw Skrowaczewski/The Minnesota Orchestra, 1965 SONY BMG
- Lalo: Symphonie espagnole; Saint-Saëns: Violin Concerto No. 3 - Daniel Barenboim/Eugene Ormandy/Isaac Stern/Orchestre de Paris/The Philadelphia Orchestra, 1967 Sony
- Mendelssohn: Piano Trios, Op. 49 & Op. 66 - Eugene Istomin/Isaac Stern/Leonard Rose, 1969 SONY BMG
- Mendelssohn & Dvořák: Violin Concertos - Eugene Ormandy/Isaac Stern/The Philadelphia Orchestra, 1959/1966 SONY BMG
- Mozart, Piano Quartets - Emanuel Ax/Isaac Stern/Jaime Laredo/Yo-Yo Ma, 1997 SONY BMG
- Mozart, Sonatas for Piano and Violin - Isaac Stern/Yefim Bronfman, 1996 SONY BMG
- Mozart, Violin Concertos Nos. 4 & 5 - Alexander Schneider/Columbia Symphony Orchestra/English Chamber Orchestra/George Szell/Isaac Stern, 1964 SONY BMG
- Mozart: Violin Concertos Nos. 1-5, Sinfonia Concertante, Concertone - Cleveland Orchestra/Columbia Symphony Orchestra/Isaac Stern, 1964/1967 SONY BMG
- Mozart, Haffner Serenade - Jean-Pierre Rampal/Isaac Stern/Franz Liszt Chamber Orchestra, 1995 Sony
- Prokofiev, Concerto n. 1 per Violino e Orchestra - Ormandy/Stern/Philadelphia Orchestra, 1964 CBS/SONY BMG - Miglior interpretazione solista di musica classica con orchestra (Grammy) 1965
- Prokofiev, Violin Sonatas - Isaac Stern/Alexander Zakin, 1953 SONY BMG
- Rameau, Pieces de Clavecin en Concerts - Isaac Stern/Jean-Pierre Rampal/John Steele Ritter, 1990 Sony
- Schubert, Works for Violin and Piano - Isaac Stern/Daniel Barenboim, 1989 SONY BMG
- Schubert & Boccherini: String Quintets - Cho-Liang Lin/Isaac Stern/Jaime Laredo/Sharon Robinson/Yo-Yo Ma, 1996 SONY BMG
- Schubert & Haydn: Piano Trios - Mozart: Piano Quartet - Eugene Istomin/Isaac Stern/Leonard Rose, 1957/1970 Sony
- Schubert: Violin Sonata - Haydn: Violin Concerto - Isaac Stern/Daniel Barenboim, 1950 SONY BMG
- Shostakovich: Piano Trio No. 2, Cello Sonata - Isaac Stern/Yo-Yo Ma/Emanuel Ax, 1988 SONY BMG/CBS
- Stravinsky, Violin Concerto In D Major - Stravinsky/Stern/Columbia Symphony Orchestra, 1962 CBS – Miglior interpretazione solista di musica classica con orchestra (Grammy) 1963
- Tchaikovsky, Concerto for Violin and Orchestra & Serenade for Strings - Isaac Stern/Leonard Bernstein/New York Philharmonic, 1976/1993 SONY BMG
- Vivaldi, Quattro stagioni - Perlman/Stern/Mintz/Mehta, Deutsche Grammophon
- Vivaldi: The Four Seasons - Concertos for Two and Three Violins - Isaac Stern/Eugene Ormandy/Pinchas Zukerman/William R. Smith/Daniel Barenboim/Jean-Pierre Rampal/David Oistrakh/Itzhak Perlman/The Philadelphia Orchestra/New York Philharmonic/Zubin Mehta, 1956/1961 SONY BMG
- From Lincoln Center Isaac Stern 60th Anniversary Celebration - Stern/Zukerman/Perlman/Mehta/New York Philharmonic Orchestra, 1981 CBS Masterworks/Sony – Miglior interpretazione solista di musica classica con orchestra (Grammy) 1982
- Concert of the Century - Stern/Bernstein/Rostropovich/New York Philharmonic/Oratorio Society of New York/Horowitz/Menuhin, 1976 SONY BMG - Grammy Award al miglior album di musica classica 1978

## Riconoscimenti e premi
- Premio musicale Léonie Sonning (1982; Danimarca)
- Premio Wolf per le arti (1987; Israele)
- Kennedy Center Honors  (1984; Washington, D.C.)
- Grammy Award for Best Instrumental Soloist (with orchestra) (1962, 1963, 1965, 1982)
- Grammy Awards for Best Chamber Music Performance (1971, 1992)

## Violini
I violini preferiti da Stern erano il Guarneri del Gesù Ysaÿe del 1740, e il Guarneri del Gesù Vicomte de Panette  del 1737; suonò anche, tra gli altri, lo Stradivari Kruse-Vormbaum del 1728, il Vuillaume The Tsar del 1846, il Guadagnini Arma Senkrah del 1750, un altro Guadagnini del 1754, un Bergonzi del 1733 e due violini contemporanei di Samuel Zygmuntowicz.